# Eugeniusz Lokajski

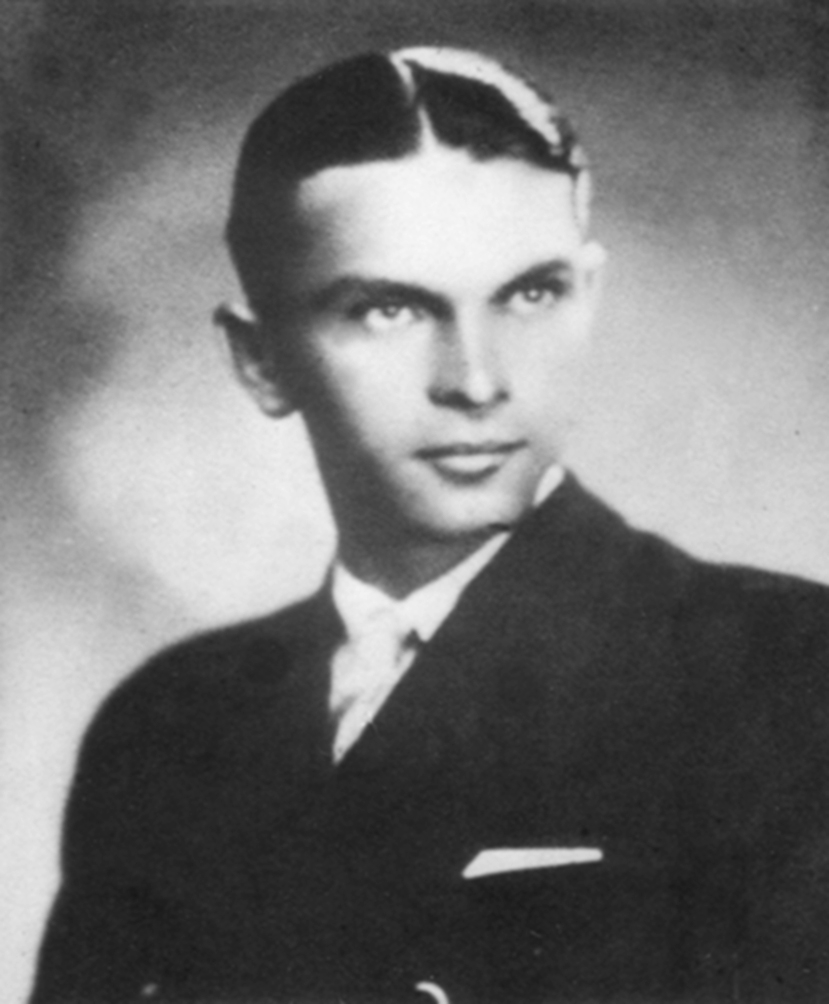
Eugeniusz Lokajski (vor 1938, unbekannter Fotograf)

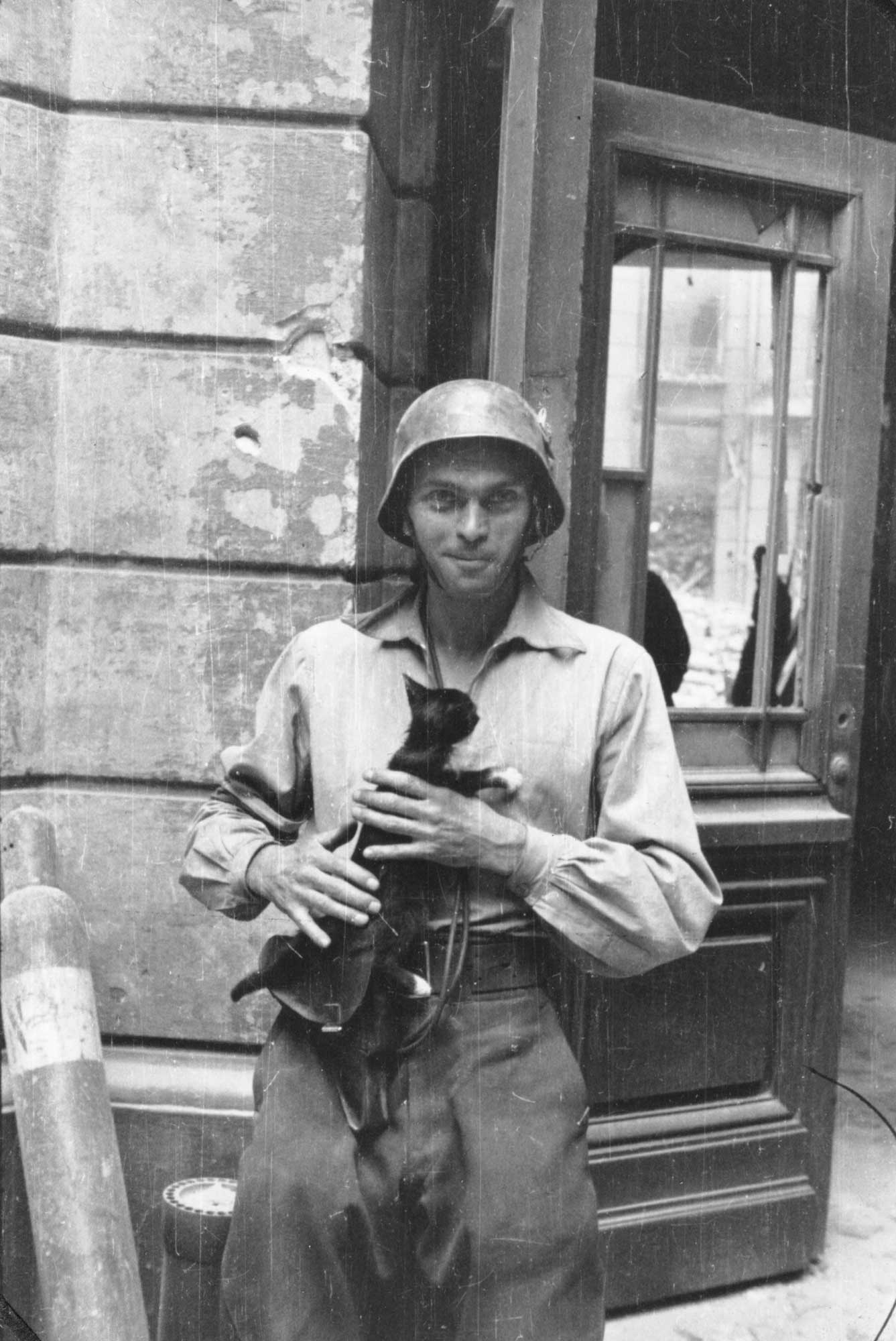
Lokajski mit Katze (1944, unbekannter Fotograf mit Lokajskis Kamera)

Eugeniusz Zenon Lokajski (geboren 14. Dezember 1908 in Warschau, Russisches Kaiserreich; gestorben 25. September 1944 in Warschau) war ein polnischer Leichtathlet und Fotograf.

## Leben
Eugeniusz Lokajski war ein Sohn des Bronzekünstlers Antoni Lokajski. Er besuchte das Mikołaj-Rej-Gymnasium und trat 1924 dem Sportklub Warszawianka bei. Nach dem Abitur 1928 studierte er an der Höheren Handelsschule in Warschau. 1931/32 leistete er seinen Wehrdienst an der Fähnrichschule in Zambrów. Von 1932 bis 1934 studierte er Sport an der 1929 gegründeten Polnischen Sportuniversität im Warschauer Stadtteil Bielany und arbeitete danach als Sportlehrer an seiner ehemaligen Schule und als Trainer.
Er war ein vielseitiger Sportler und hatte in mehreren Zehnkampfdisziplinen hervorragende Ergebnisse. Bereits 1929 war er polnischer Vizemeister im Hochsprung, 1934 Landesmeister im Speerwurf und im Fünfkampf, 1935 im Speerwurf, Fünfkampf und Zehnkampf. Bei der Universiade 1935 in Budapest wurde er im Fünfkampf Zweiter. 1936 warf er mit dem Speer polnischen Rekord mit 73,27 m und kam in das Aufgebot der polnischen Olympiamannschaft der Olympischen Sommerspiele 1936. Er zog sich im Wettkampf eine Verletzung zu und wurde mit einer Weite von 66,37 m Siebenter. Wegen der Verletzung und weiteren Erkrankungen musste er seine aktive Laufbahn aufgeben.
Lokajski wurde Soldat im Zweiten Weltkrieg und geriet als Zugführer im 35. Infanterieregiment beim polnischen Brest in sowjetische Kriegsgefangenschaft. Er konnte im Dezember 1939 fliehen und entging damit dem Schicksal der anderen Offiziere, die im Mai 1940 von den Sowjets im Massaker von Katyn ermordet wurden. Neben seiner Tätigkeit am Mikołaj-Rej führte er ein kleines Fotogeschäft. Lokajski war auch Lehrer in den Untergrundschulen des polnischen Widerstands, da die deutschen Okkupanten polnische Sportwettkämpfe verboten hatten. Sein Bruder Józef Lokajski kam 1943 als Widerstandskämpfer in Warschau um und Eugeniusz Lokajski wurde im Januar 1944 unter dem Decknamen „Brok“ in der Armia Krajowa vereidigt.
Während des 63-tägigen Warschauer Aufstands wurde er in der Kompanie „Koszta“ als Verbindungsoffizier eingeteilt, im Verlauf der Kämpfe wurde er auch als Zugführer des 2. Zuges der Kompanie eingesetzt. Unterleutnant Lokajski erhielt die Erlaubnis zu fotografieren und zu filmen, seine Filmaufnahmen der Einnahme der Zentrale der Polnischen Telefongesellschaft durch die Aufständischen wurde am 21. August im Kino Palladium, das die Deutschen in „Kino Helgoland“ umbenannt hatten, gezeigt. Lokajski starb bei den Kämpfen im Haus 129 der Ulica Marszałkowska, wo er sich Fotomaterial besorgen wollte. Er wurde nach der Befreiung Warschaus auf dem Powązki-Friedhof beerdigt.
Von Lokajskis Aufnahmen sind über 1200 Negative von Einzelbildern erhalten, die seine Schwester Zofia Domańska gerettet hatte. 2007 veröffentlichte das Museum des Warschauer Aufstandes eine 500-seitige Monografie mit 840 Aufnahmen, die auch einige Bilder aus der Vorkriegszeit enthält.
Im Stadtteil Ursynów ist eine Straße nach ihm benannt. 2009 erhielt er postum das Offizierskreuz des Ordens Polonia Restituta.

Fotografien aus dem Warschauer Aufstand
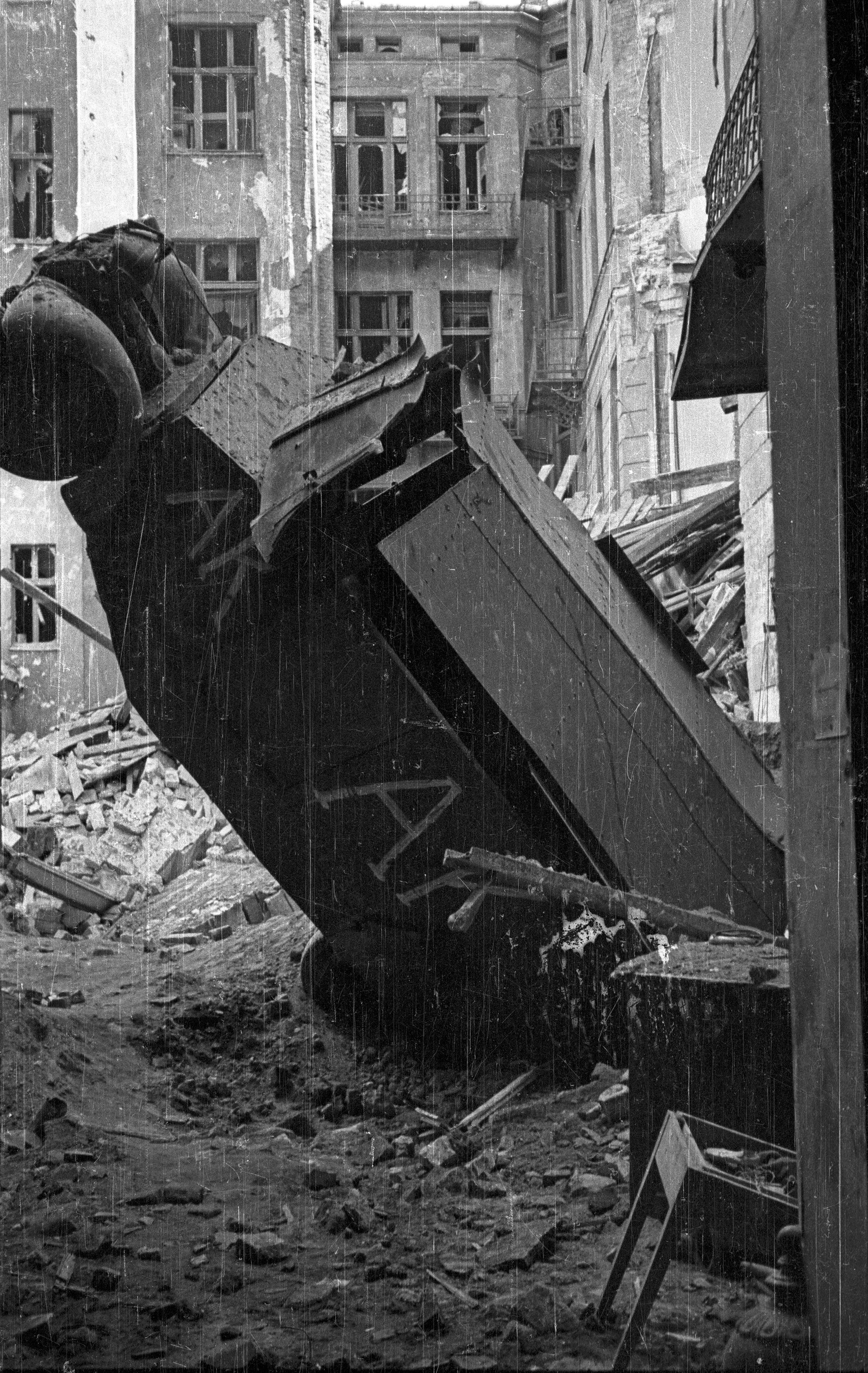
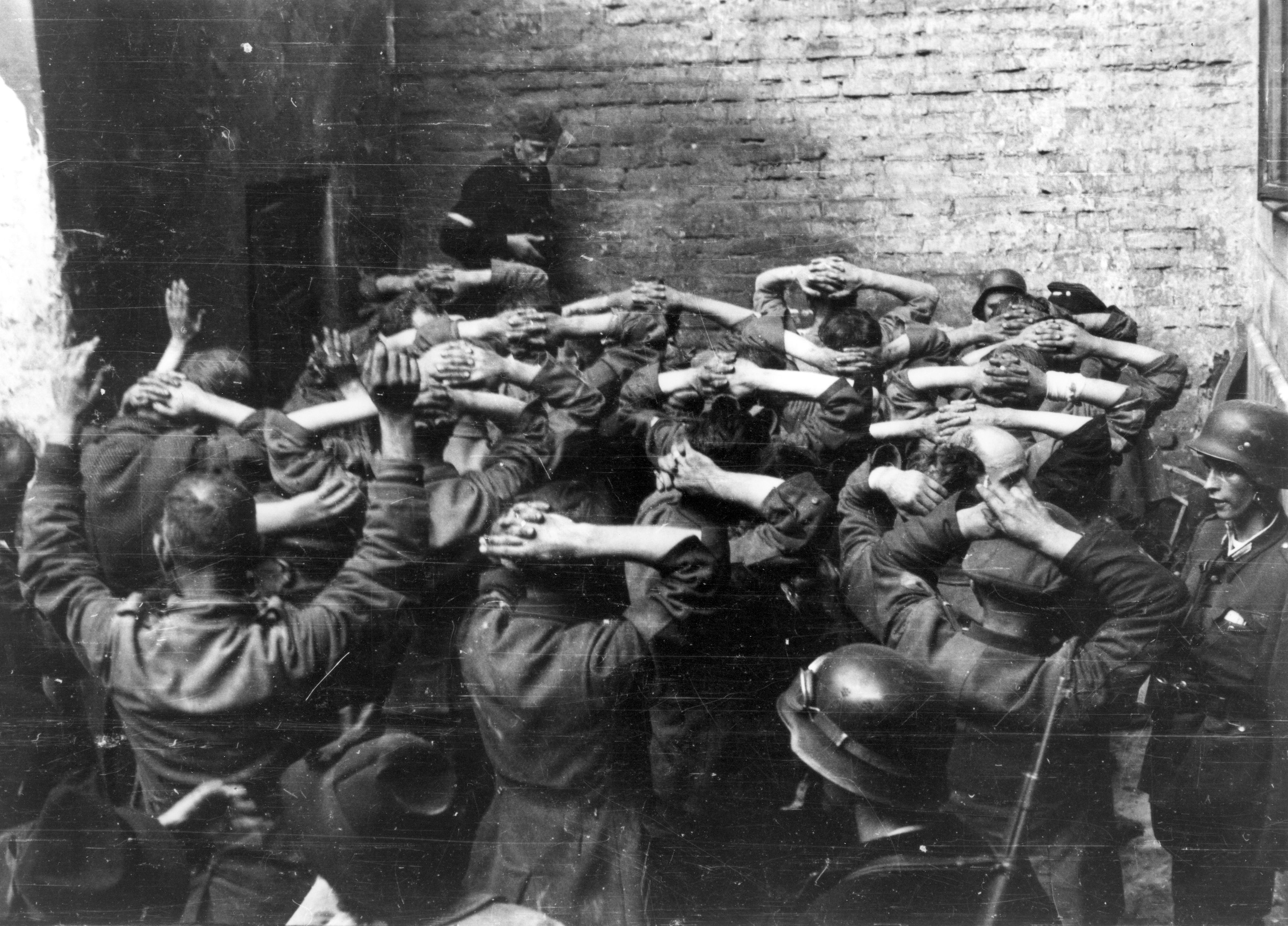
Deutsche Gefangene
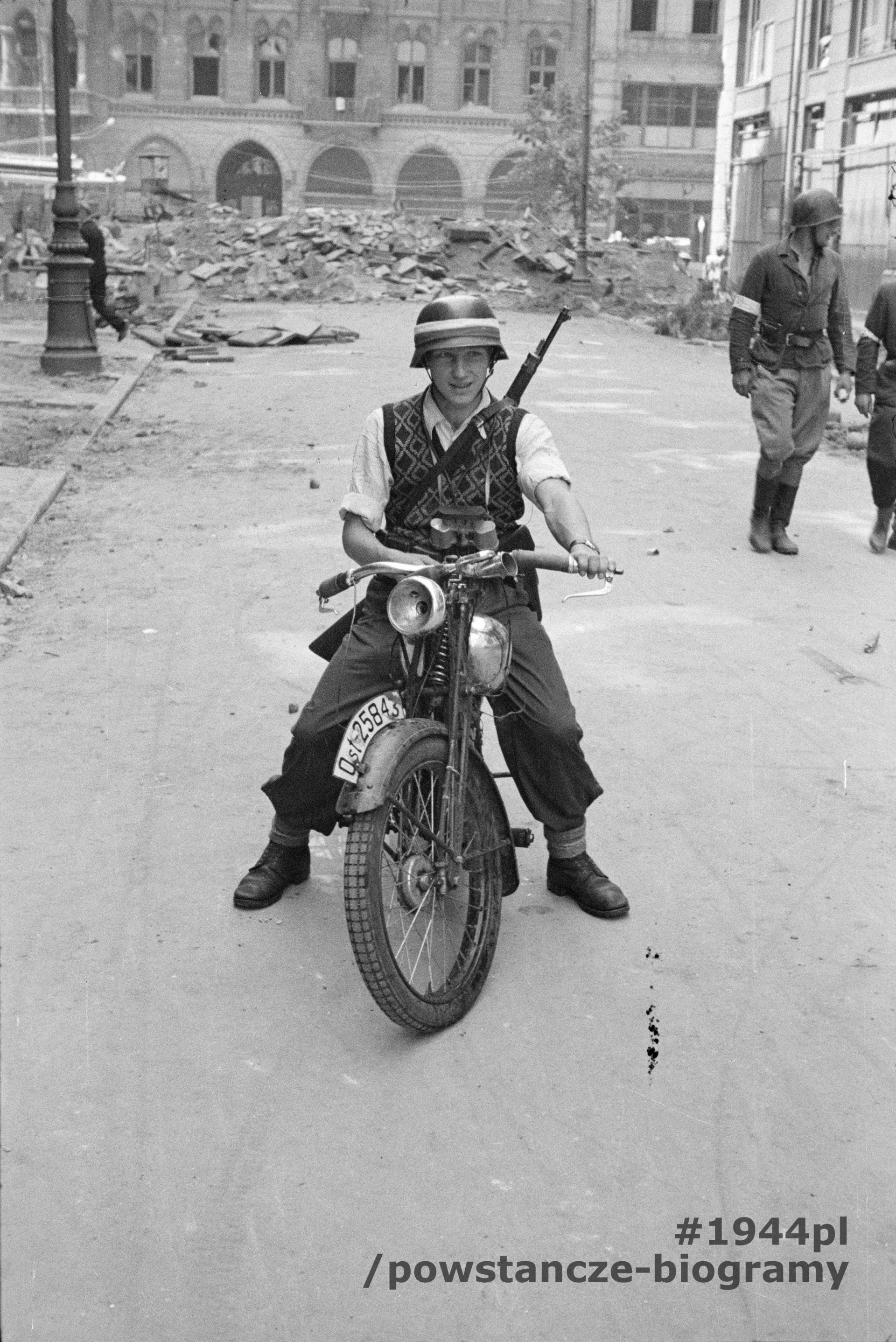
Deutsches Motorrad
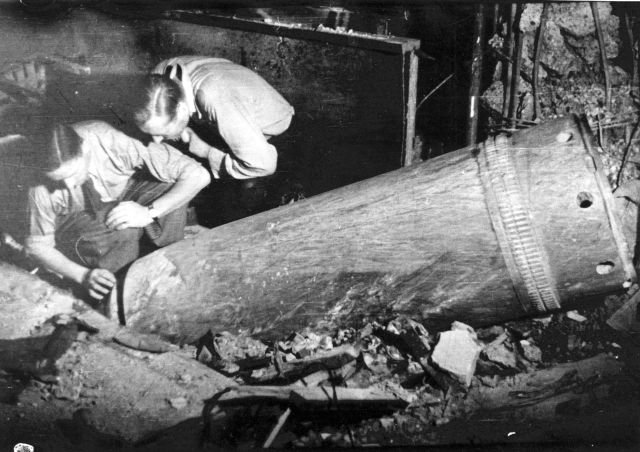
Pioniere
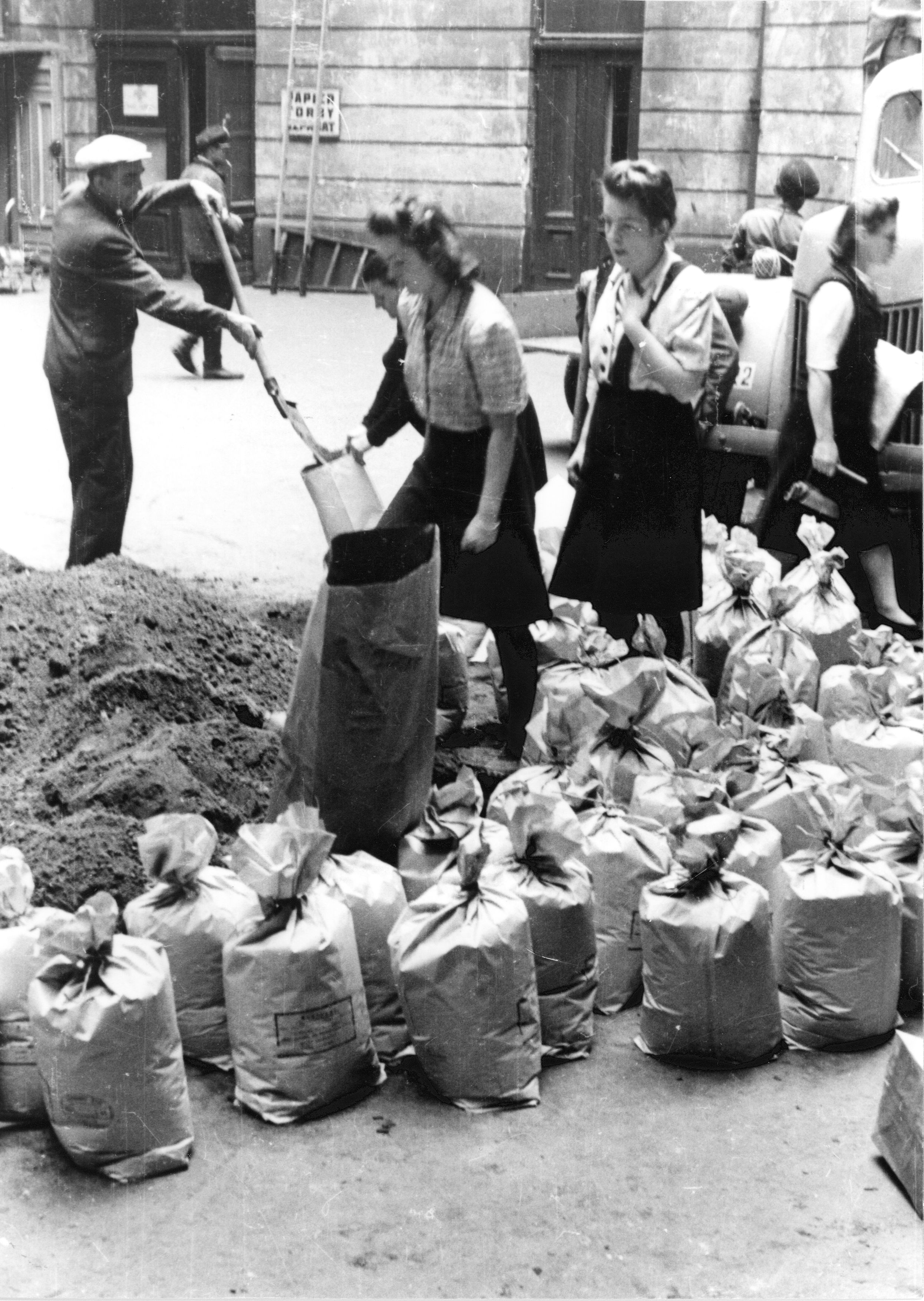
Sandsäcke
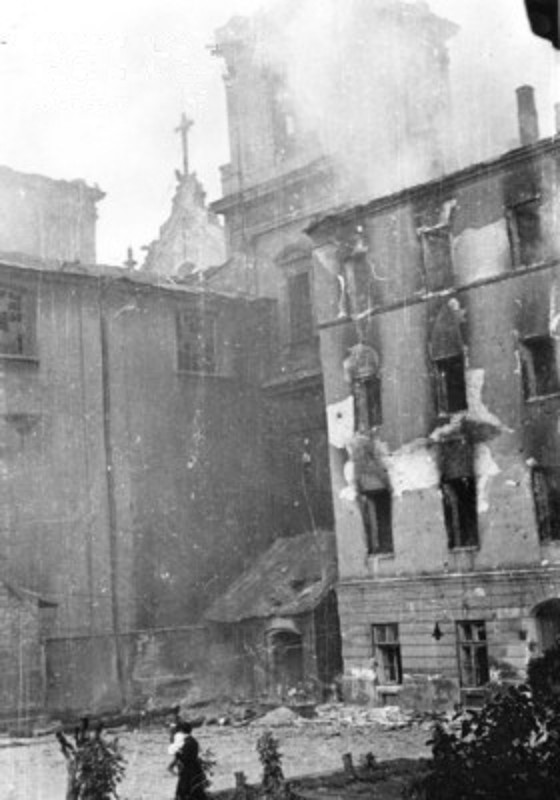
Bazylika Świętego Krzyża
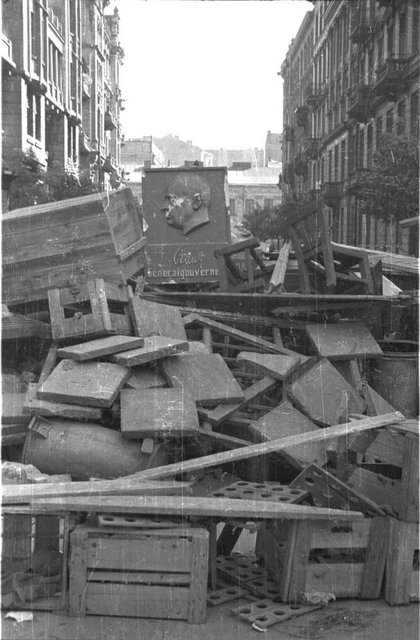
Barrikade mit einem Porträt von Hans Frank
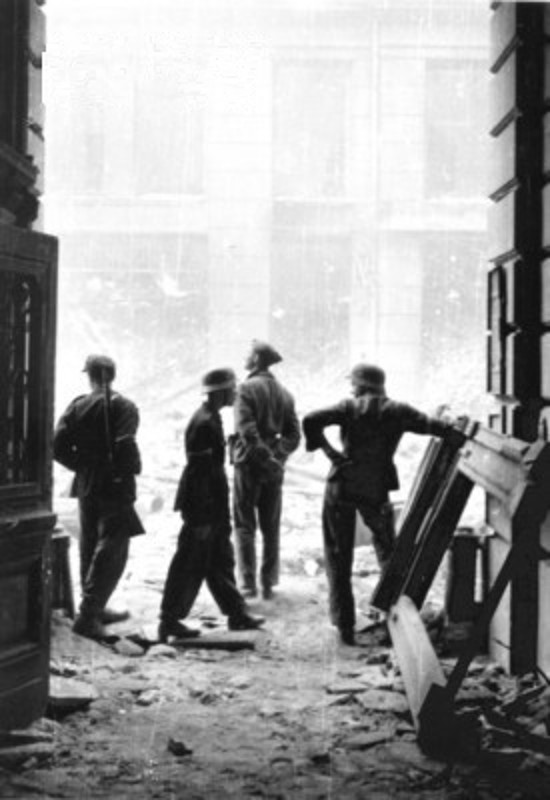
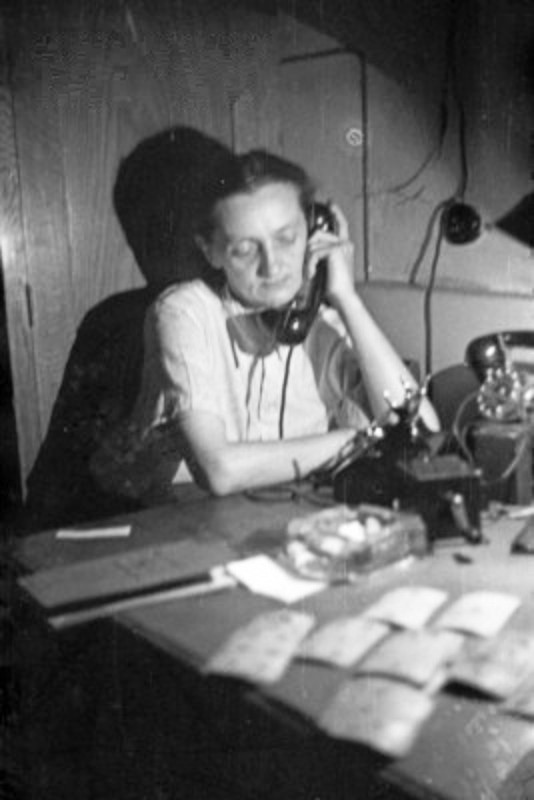
Telefonist
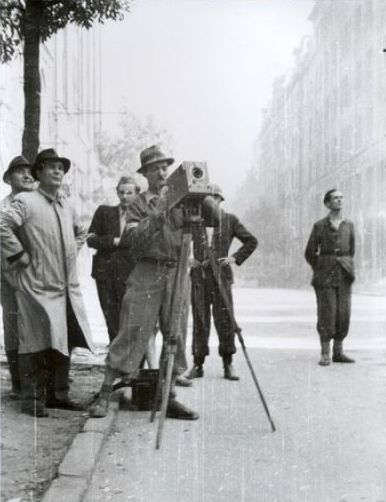
Seweryn Kruszyński
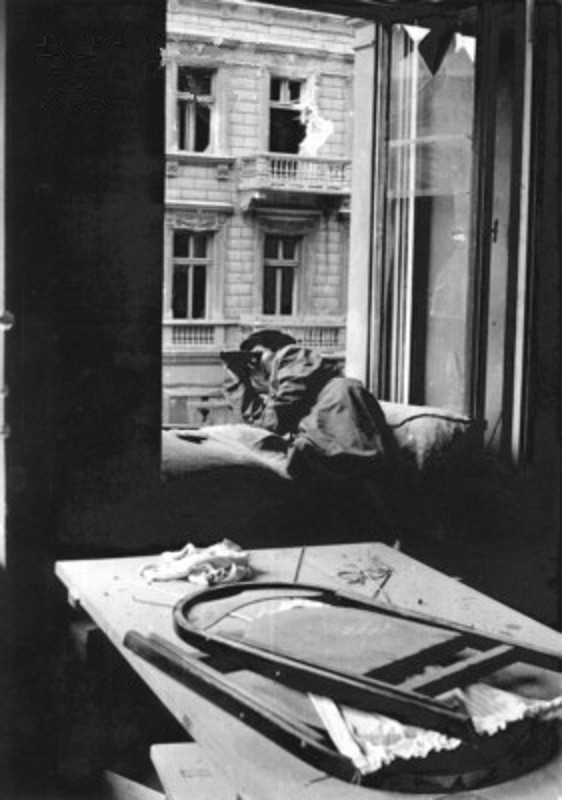
Beobachtungsposten
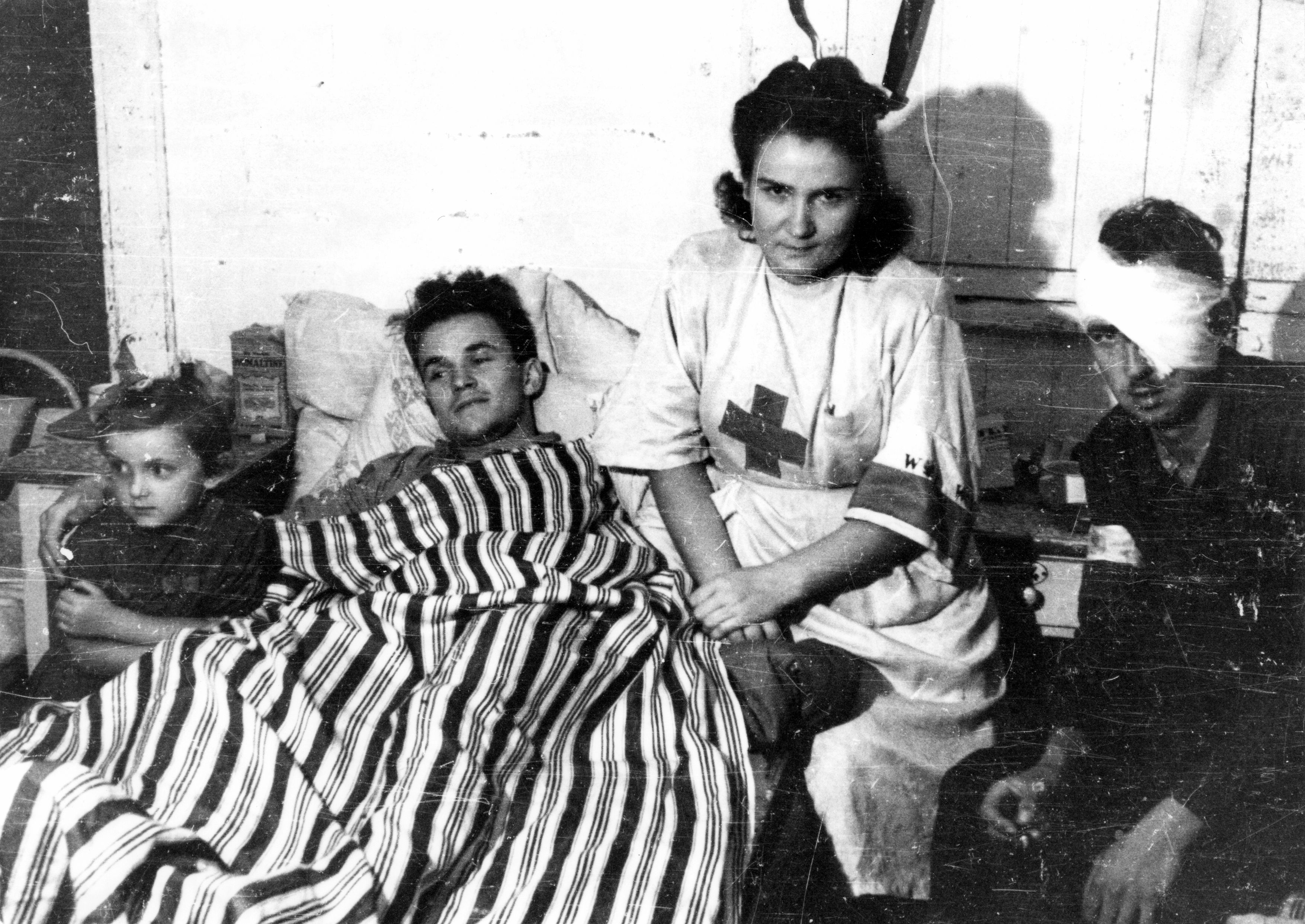
Krankenstation
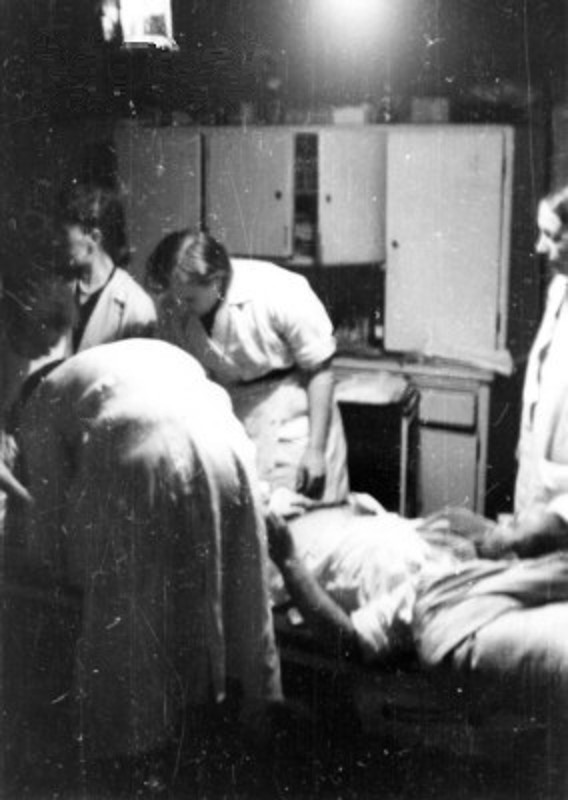
OP
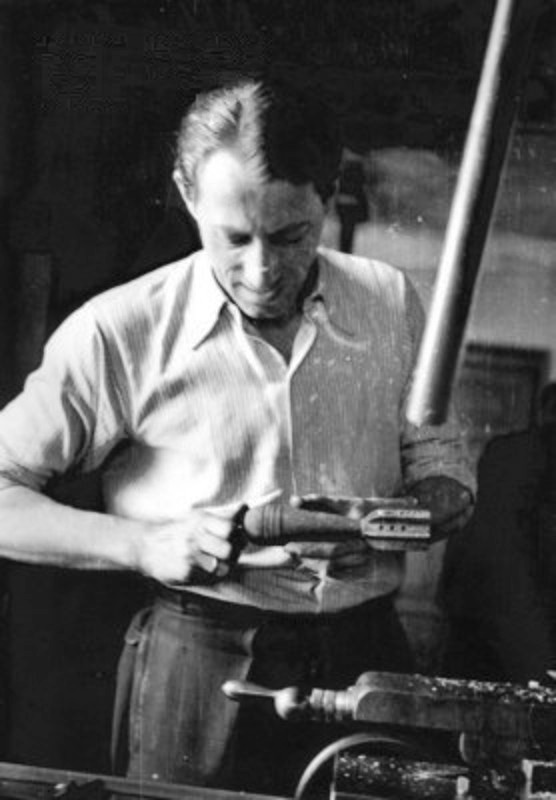
Schmied
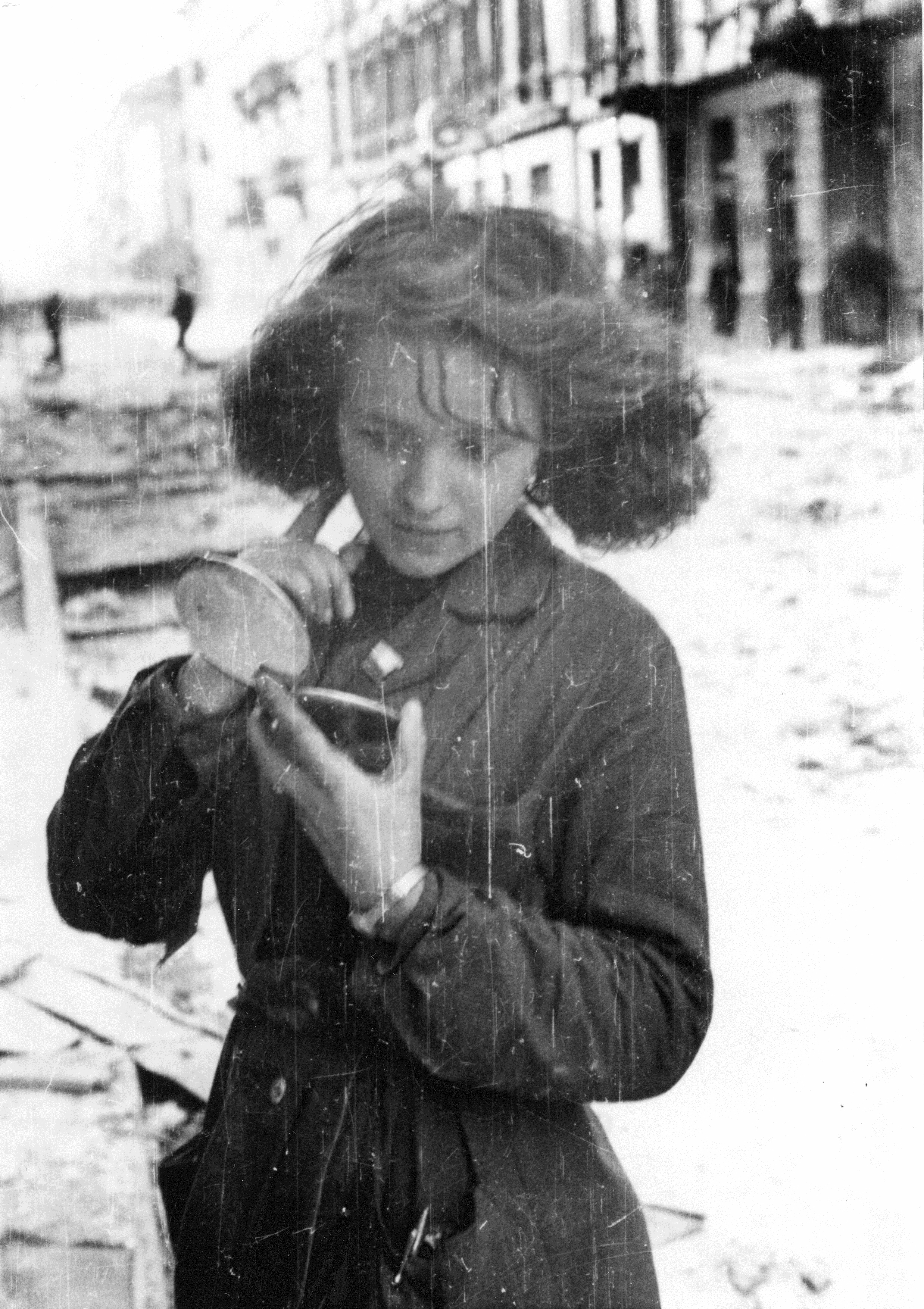
Spiegel
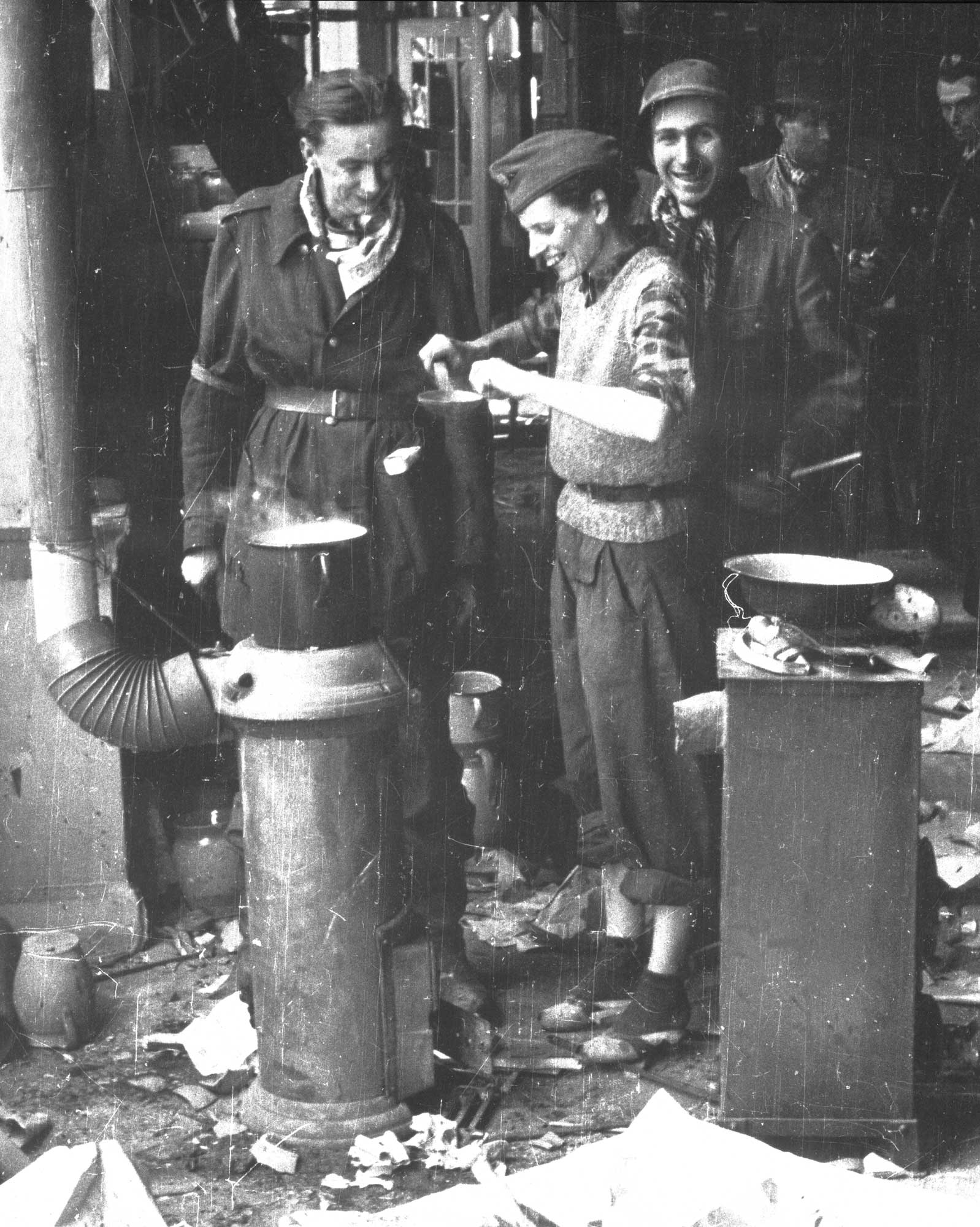
Lokajskis Schwester Zofia Domańska
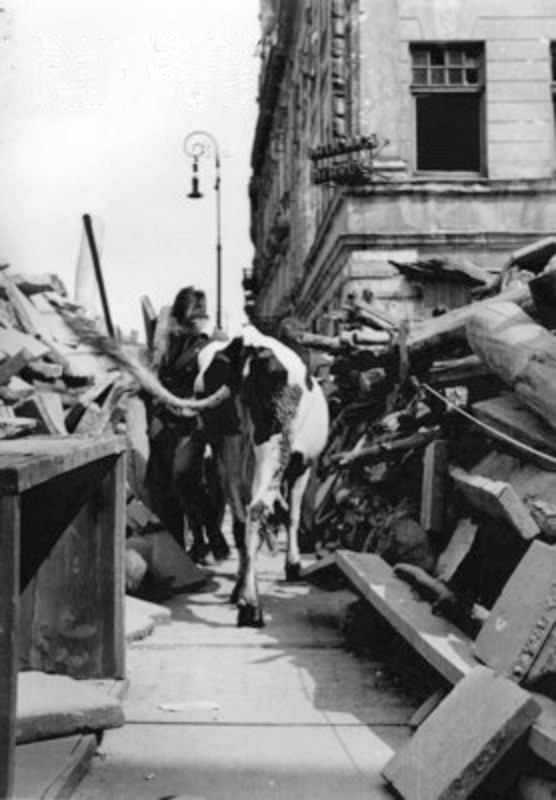
Eine Kuh in der Ulica Nowy Świat

## Fotografien
- Władysław Bartoszewski, Zofia Domańska, Bohdan Tomaszewski: Fotografie z powstania warszawskiego. Warschau : Gebethner i Ska, 1994
- Dorota Niemczyk; Marta Surowiec: Brok : Eugeniusz Lokajski, 1908–1944, fotoreporter. Warschau : Muzeum Powstania Warszawskiego, 2007